# Egidius
Egidius eller Aegidius (grekiska: Αιγίδιος, franska: Gilles, tyska: Gilgen/Ilgen, fornsvenska: Ilian), född cirka 650 i Aten, Grekland, död 1 september 720 i Septimania (nuvarande Languedoc-Roussillon), Frankrike, var en kristen eremit och abbot. Han vördas som helgon inom Romersk-katolska kyrkan och är en av de fjorton nödhjälparna. Hans minnesdag firas den 1 september.
I det medeltida Sverige fanns sockenkyrkor helgade åt Egidius (Sankt Ilian) bland annat i Västmanland, Enköping och Östergötland. Idag har den katolska kyrkan i Enköping namnet "Sankt Ilian" efter honom.